# Agapito Colonna
Agapito Colonna (Roma, ? - ib., 3 de octubre de 1380) fue un eclesiástico italiano.
Nacido en el seno de la noble familia romana de los Colonna, era hijo del senador Giacomo Colonna; en su juventud se destacó como militar, actividad que dejó para entrar al estado eclesiástico. Fue arcediano de Bolonia, obispo de Ascoli Piceno en 1363, de Brescia en 1369 y de Lisboa desde 1371; simultáneamente desempeñó la nunciatura encargada por Urbano V ante la corte del emperador Carlos IV del Sacro Imperio Romano Germánico, y la que Gregorio XI le encomendó para ajustar la paz entre Enrique II de Castilla y Fernando I de Portugal. 
Urbano VI le creó cardenal con título de Santa Prisca en el consistorio celebrado el 18 de septiembre de 1378, en el que también recibió el capelo su hermano Stefano; en tal condición ofició como legado en Toscana, Lombardía y Venecia para restablecer la paz entre las repúblicas de Venecia y Génova. 
Fallecido en Roma, fue sepultado junto a su padre en la Basílica de Santa María la Mayor.